# Кумратова, Кельдихан Исса кызы
Кельдихан Исса кызы Кумратова (16 июля 1944, Икон-Халк, Черкесская АО, Ставропольский край, СССР — 23 февраля 2003) — ногайская писательница и поэтесса, первая из профессиональных ногайских литераторов, удостоенная высокого звания  «Народный поэт Карачаево-Черкесской Республики».

## Биография
Родилась 16 июля 1944 года в ауле Икон-Халк Карачаево-Черкесской автономной области. 
В 1969 году с отличием окончила Литературный институт им. А.М. Горького. Тогда же она начала серьезно заниматься литературной деятельностью, печатая и издавая на русском и ногайском языке сочинения. За годы своей жизни написала семь поэтических сборников: «Подснежник», «Последние листья», «Скрипка», «Золотая нить», «Хранитель огня», «Кремень и фиалка» и другие. Активно публиковала свои работы в журналах «Дон», «Юность», «Работница», «Знамя», «Наш современник», а также заложила основы жанра лирической поэзии в ногайской литературе. Была удостоена высокого звания «Народный поэт Карачаево-Черкесской Республики».
В 1976 году была приглашена в Бухарест на Международный фестиваль поэзии, где нашли ее бывшие соотечественники. Талант ногайской поэтессы по достоинству был оценен такими известными мастерами слова, как Фазиль Абдулжалилов, Илья Сельвинский, Леонид Соболев, Лейла Бекизова и многими другими. 
В 1994 году вышел в свет поэтический сборник «В предрассветный час» на ногайском языке. Основой его стала поэма, которая стала первой посвящённой голоду 1932-1933 годов, из-за которого погибло более половины ногайского народа. Читатели дали очень высокую оценку этому произведению, назвав его «реквиемом по безжалостно истребленным соотечественникам».
Скончалась 23 февраля 2003 года.